# Themus makiharai
Themus (Haplothemus) makiharai – gatunek chrząszcza wielożernego z rodziny omomiłkowatych.
Gatunek ten został opisany w 1983 roku przez Waltera Wittmera.
Chrząszcz o ciele długości 13-14 mm, ubarwionym jednolicie brązowo do ciemnobrązowego. Głowa na wysokości oczu nieco tylko węższa od przedplecza, z wierzchu w przedniej połowie gładka do ledwo widocznie mikroszagrynowanej, zaś w tylnej połowie wyraźnie mikroszagrynowana. Czoło bez wgniecenia, tylko przy nasadzie czułków małe wciski. Czułki samca długie i smukłe, samicy zaś krótsze. Przedplecze szersze niż dłuższe i o bokach delikatnie zaokrąglonych, prawie równoległych do nieco ku przodowi zwężonych.  Wydłużone, nieco ku tyłowi rozszerzone pokrywy są dość gęsto i dwojako owłosione.
Owad znany z dwóch lokalizacji w Nepalu: Shakpa-Chusa Kharka (3000–3400 m n.p.m.) i Thudam (3500 m n.p.m.), miejsca typowego.